# Jakub Półtorak
Jakub Półtorak (ur. 1981 w Rzeszowie) – polski scenarzysta i reżyser filmowy.

## Edukacja
Absolwent filmoznawstwa na Uniwersytecie Jagiellońskim w Krakowie, reżyserii w Akademii Filmu i Telewizji w Warszawie oraz studiów UX na Uniwersytecie Humanistycznospołecznym.

### Działalność filmowa
Jako student był współzałożycielem DKF „Stalker”, działającego w Instytucie Psychologii UJ w Krakowie. Zajmował się krytyką filmową. Tekst napisany wspólnie z Sewerynem Rudnickim pt. „Męskim okiem: dialektyczne ciało Moniki Bellucci” został wyróżniony na konkursie im. Krzysztofa Mętraka w 2005 r. i ukazał się w antologii pt. „Filmowe fascynacje” (2006) pod red. Piotra Zwierzchowskiego.
Jako aktor kina niezależnego zadebiutował w 2004 roku na planie filmowym „Powrotu Idioty 2" Tomasza Jurkiewicza, gdzie zagrał główną rolę, a jako reżyser w 2005 r. filmem „Obżartuch”. Od 2005 r. przez kilka lat współpracował z offowym twórcą filmowym – Benem Talarem, któremu pomagał przy debiucie reżyserskim „Na cz@tach” (2006). Do ich wspólnych filmów należą: „Zabójcze nagranie” (2008), „Ślepy traf” (2009), „Ścierwodziad” (2009), „Antek” (2010) i „Dawać” (2011).
W 2009 założył Niezależną Wytwórnię Filmową Rak. Jego filmy biorą udział w festiwalach i konkursach kina niezależnego w Polsce i za granicą (Festiwal Unica 2010 w Szwajcarii), a sam reżyser udziela się także jako juror na festiwalach filmowych (41. Krakowski Festiwal Filmowy, 2001 r., 1. Festiwal Filmów Młodzieżowych w Poznaniu, 2010 r. I Międzypokoleniowy Festiwal Amatorskich Filmów Krótkometrażowych 2016).
Od 2010 należy do Stowarzyszenia Film 1, 2 i Federacji Niezależnych Twórców Filmowych.

### Działalność multimedialna i telewizyjna
Od 2007 pracuje w branży medialnej w Warszawie.
W latach 2007–2013 współtworzył warszawską redakcję pierwszej polskiej darmowej telewizji internetowej – Interia TV działającej na portalu Interia.pl, a także współpracował z radiem RMF FM, tworząc video na portal radia RMF24.pl między innymi dla takich audycji, jak Przesłuchanie czy Kontrwywiad.
W latach 2013–2016 pracował dla Studio Miniatur Filmowych w Warszawie jako spec. ds. promocji w internecie, dzięki jego staraniom SMF było pierwszym polskim studiem filmowym, które zaczęło udostępniać swoje filmy bezpłatnie w całości na swoim kanale filmowym w serwisie społecznościowym YouTube.
Od 2016 do 2017 r. pracował w Polskich Mediach Cyfrowych jako kierownik działu produkcji telewizyjnej i multimedialnej, gdzie nadzorował m.in. projekt pierwszej w Polsce telewizji o profilu prawniczym – Prawo24.TV.

## Filmografia

### Filmy fabularne krótkometrażowe
- 2020 „Ostatnia kropla” (dramat) – reżyseria, produkcja
- 2020 „Dusidło” (dramat) – reżyseria, produkcja
- 2020 „Spotkanie” (komedio-dramat) – reżyseria, scenariusz, produkcja
- 2020 „Litania” (dramat) – reżyseria, produkcja i współtworzenie scenariusza
- 2019 „Ścierwo z portalu II” (musical) – współtworzenie scenariusza i spół-reżyserowanie w ramach grupy filmowej Odtrąceni przez Langustę, aktor
- 2019 „Deadline” (thriller) – scenariusz, reżyseria, produkcja
- 2019 „Spacer” (dramat) – scenariusz, reżyseria, produkcja
- 2019 „VHS Story” (komedia) – scenariusz, reżyseria, produkcja
- 2019 „Angelus Novus” (since-fiction) reż. Piotr Surlej, głos z offu
- 2018 „Obraz” (thriller) – reżyseria, produkcja
- 2018 „Ekstrakcja8” (komedia) – współtworzenie scenariusza i spół-reżyserowanie w ramach grupy filmowej Odtrąceni przez Langustę, aktor
- 2017 „Żar” (komedia) – reżyseria
- 2012 „Wystawka” (komediodramat), reżyseria, produkcja
- 2012 „Ścierwodziad: początek” (horror), reżyseria, produkcja
- 2011 „Dawać” (dramat obyczajowy), reżyseria, scenografia, dźwięk, produkcja
- 2010 „Antek” (dramat obyczajowy), reżyseria, produkcja
- 2009 „Ścierwodziad” (horror), reżyseria, produkcja
- 2009 „Ślepy Traf” (sensacyjny), scenariusz, reżyseria, scenografia i kostiumy, aktor
- 2008 „Zabójcze nagranie” (sensacyjny), scenariusz, reżyseria, zdjęcia, aktor
- 2008 „Moria” (dramat obyczajowy), scenariusz, reżyseria, scenografia, produkcja
- 2007 „Lucek” (komedia), scenariusz, reżyseria, scenografia, kostiumy, aktor
- 2006 „Na cz@tach” (dramat obyczajowy) reż. Ben Talar, asystent reżysera, dźwiękowiec
- 2005 „Obżartuch” (komedia), scenariusz, reżyseria, scenografia i kostiumy, produkcja
- 2004 „Powrót Idioty 2" (komedia), reż. Tomasz Jurkiewicz, aktor

### Dokumenty krótkometrażowe
- 2019 „Przekrocz granice”, reżyseria, scenariusz, zdjęcia
- 2011 „Mika” (dokument pokazujący kulisy powstawania filmu), zdjęcia
- 2010 „Antek” (dokument pokazujący kulisy powstawania filmu), realizacja, zdjęcia
- 2010 „Ścierwodziad” (dokument pokazujący kulisy powstawania filmu), realizacja, zdjęcia
- 2008 „Umierać po ludzku”, realizacja, zdjęcia

### Teledyski
- 2020 Monika Żelazek – Czego się boisz serce, reżyseria, scenariusz
- 2018 Andrzej Sobolewski – Dziadek tańczy twista, reżyseria
- 2014 ASBIRO ft. Katya, Paquliz & Kika – „Jesteśmy Wolni”, reżyseria
- 2012 Poparzeni Kawą Trzy – „PiłkarSKA”, realizacja, zdjęcia
- 2010 Julia Trębacz – „Walcz”, reżyseria, scenariusz, zdjęcia
- 2009 Wojciech Bauza – „To, co jest”, reżyseria, scenariusz, zdjęcia
- 2009 Marta Pałęga – „Chciałam ci powiedzieć”, reżyseria, scenariusz, zdjęcia

## Nagrody i wyróżnienia
- II miejsce dla filmu „Przekrocz granice” w Konkursie Małych Form Filmowych w Ramach 27. Przeglądu Filmów Alpinistycznych im. Wandy Rutkiewicz
- Nagroda specjalna „The Happy Filmmaker” dla reżysera filmu VHS Story Jakuba Półtoraka na Festiwalu Filmów Optymistycznych Happy End w Rzeszowie 2019
- Nagroda za Najlepszy Niezależny Film Fabularny „VHS story” reż. Jakub Półtorak na Festiwalu Filmów Optymistycznych Happy End w Rzeszowie 2019
- Nagroda Specjalna na 13. edycji Festiwalu Kina Niezależnego CK OFF w Przemyślu za film „Obraz” w 2019 r.
- Nagroda publiczności (grupa A) za film „Ekstrakcja8” na polskiej edycji: 48 Hour Film(inne języki) Project Warszawa 2018 r.
- Brązowy Medal Unii Kina Niezależnego na Międzynarodowym Festiwalu Unica w Szwajcarii za film „Antek” w 2010 r.[4][5]
- Wyróżnienie artykułu krytycznego na IX edycji konkursu na tekst krytyczny o tematyce filmowej im. Krzysztofa Mętraka w 2005 r.[6]
- I miejsce na konkursie plastycznym „Ameryka na formacie A4" organizowanym przez rzeszowski „Dziennik Obywatelski A-Z” pod patronatem Konsulatu USA w Krakowie w 1992 r.
- II miejsce na konkursie plastycznym „Ameryka na formacie A4" organizowanym przez rzeszowski „Dziennik Obywatelski A-Z” pod patronatem Konsulatu USA w Krakowie w 1991 r.